# Sky Hopinka
Sky Hopinka (Ferndale, 1984) è un regista statunitense. Hopinka è anche un artista visivo, membro della Ho-Chunk Nation e discendente Pechanga del popolo Luiseño. Nel 2022 ha ottenuto una sovvenzione della Fondazione MacArthur.

## Biografia
Nasce a Ferndale, Washington, e si trasferisce da adolescente nel sud della California.
Hopinka studia alla Portland State University (PSU), dove si interessa al cinema documentario, e consegue un Bachelor of Arts. Al PSU, inizia ad interessarsi alla rivitalizzazione della lingua indigena. Nel 2013 si trasferisce a Milwaukee, Wisconsin, patria della Ho-Chunk Nation, e si iscrive all'Università del Wisconsin-Milwaukee dove consegue un Master of Fine Arts.

## Carriera
Le sue opere cinematografiche e visive sono state presentate al Media City Film Festival, al Museum of Modern Art di New York, al Walker Art Center, alla Tate Modern, alla Whitney Biennial, all'Hessel Museum of Art al Bard College, al Sundance Film Festival, ImagineNATIVE Film and Media Arts Festival, Toronto International Film Festival, Ann Arbor Film Festival, New York Film Festival.
Hopinka è stato professore associato alla Simon Fraser University nella Columbia Britannica. Attualmente è assistente professore al Bard College.

## Collezioni
- Whitney Museum of American Art, New York City
- Museum of Modern Art, New York City
- Memorial Art Gallery, Rochester, New York
- National Gallery of Art, Washington